# Roxana Sorescu
Maria Roxana Sorescu, căsătorită Butnaru, (n. 16 septembrie 1943, București, România – d. 12 martie 2019, București, România) a fost cercetător științific, critic și istoric literar român, autor, traducător și profesor universitar.

## Biografie
S-a născut în familia profesorului de psihologie Octavian Sorescu și a soției sale, Verginia (n. Șoltuz), profesoară de limba română, specializată în logopedie. A urmat studiile primare (1950-1954) și liceale (1954-1961) la București la Liceul „Iulia Hașdeu”, apoi a studiat la Facultatea de Limba și Literatura Română a Universității din București (1961-1966). A absolvit în 1972 Facultatea de Limbi Germanice, secția Engleză-Germană, de la aceeași universitate.
A obținut în 1983 titlul de doctor în filologie al Universității București cu teza Liricul și tragicul. În teza de doctorat a încercat să facă un pas mai departe în direcția abstractizării teoretice, ca și în direcția utilizării mai multor metode analitice subordonate unei demonstrații unice.
După absolvirea facultății a lucrat pe postul de cercetător științific principal la Institutul de Istorie și Teorie literară „G. Călinescu” din București și secretar general de redacție la Revista de Istorie și Teorie Literară a Institutului. S-a specializat în istoria literaturii române moderne și contemporane, teoria literaturii, literatură comparată și jurnalism.
Activitatea profesională a fost orientată în mai multe direcții: (i) exegeza literară, orientată spre o analiză fenomenologică a operei, de obicei în lumina unei idei teoretice generale și conform unei metodologii moderne. Sub acest auspiciu a tratat toate micromonografiile, dar și analizele concrete ale unor opere literare, prelevând aici studiile consacrate lui Mihai Eminescu, Ion Creangă, I. L. Caragiale, Ion Barbu, Vasile Voiculescu, Hortensia Papadat-Bengescu, Camil Petrescu, Nichita Stănescu și Ștefan Augustin Doinaș; (ii) publicarea de informații literare inedite, rezultat al cercetării proprii, transcrierea și adnotarea acestora, privindu-i în special pe scriitorii din secolul al XIX-lea. În acest sens a colaborat la publicarea volumelor Documente și manuscrise literare, în special a corespondenței dintre B. P. Hașdeu și Iulia Hașdeu (vol. III), dar și a manuscriselor lui Vasile Voiculescu, după 1998. A descoperit primele articole publicate în românește de B. P. Hașdeu și a redeschis o discuție încă neîncheiată în legătură cu data reală a nașterii sale. A descoperit și a pus în circulație, în edițiile operelor sale, mai multe texte poetice aparținând lui Vasile Voiculescu; (iii) interpretarea operelor literare, pe cât posibil, dintr-o perspectivă personală și utilizarea metodele de cercetare cele mai noi și cele mai adecvate fiecărei opere, scopul fiind deschiderea operei către o receptare mereu înnoită.
A desfășurat în paralel activitatea de critică literară curentă, încercând în fiecare cronică să ofere un profil al întregii activități a scriitorului și așezând lucrarea comentată într-un ansamblu. În întreaga activitate profesională a căutat să îmbine munca de cercetare cu activitatea didactică și publicistică.
Roxana Sorescu a fost membră a Uniunii Scriitorilor din România și a Societății de Științe Filologice.

## Activitatea publicistică
Roxana Sorescu a debutat în 1964 în revista Contemporanul cu scurte prezentări ale cărților recent publicate. A colaborat cu câteva sute de studii de istorie și critică literară și articole în revistele de specialitate Viața românească, Tomis, România literară, Revista de istorie și teorie literară, Luceafărul, Observator Cultural, Adevărul literar și artistic, Limbă și Literatură (a făcut parte din colectivul de conducere), Ziarul Lumina, precum și la diferite emisiuni de televiziuni și radiodifuziune (Realitatea TV, Trinitas TV, Radio România Cultural etc.) sau în publicații și bloguri online.
A publicat mai multe studii în volumele elaborate în cadrul institutului: Documente și manuscrise literare românești, I-III (1972-1975), Structuri retorice și tematico-stilistice în romantismul românesc (1975), Dicționar de termeni literari (1976). A îngrijit și prefațat Integrala operei poetice și a prozei literare a lui Vasile Voiculescu (1998-1999), pe care criticul Z. Ornea o considera „un dar de preț”.
Volumul ei de debut, Interpretări (1979), a fost distins cu Premiul Uniunii Scriitorilor pentru debut în critică literară pe anul 1979. A obținut apoi Premiul Asociației Editorilor din România, pentru volumul Integrala operei poetice V. Voiculescu (1999), și Premiul Iulia Hașdeu-UNESCO (2000), pentru volumul Lumea, repovestită. Volumul Lumea, repovestită conține o serie de eseuri literare despre scriitori români importanți precum Mihai Eminescu, Ion Creangă, I. L. Caragiale, Mihail Sadoveanu, Ion Pillat, Hortensia Papadat-Bengescu, Mateiu Caragiale, Mircea Cărtărescu etc. și despre personalități cultural-spirituale ca Andrei Scrima.
Articolele critice relevă o foarte bună cunoaștere a metodelor moderne de cercetare a textului literar: structuralismul lingvistic și poetic, sociologia literaturii, psihanaliza ș.a. Nu se face paradă terminologică și aplicarea se face firesc și cu folos. Asemenea altor colegi de generație, folosește instrumentarul analitic în sprijinul unei critici interpretative propriu-zise, bazată pe descrierea unor comportamente „obiective” ale operei. Subiectele predilecte abordate sunt scriitorii și personalitățile secolelor al XIX-lea și al XX-lea: Gh. Asachi, Grigore Alexandrescu, Ion Creangă, B.P. Hașdeu, Mihai Eminescu, I. L. Caragiale, Hortensia Papadat-Bengescu, Tudor Arghezi, Mihail Sadoveanu, Eugen Lovinescu, Vasile Voiculescu, Ion Pillat, Ion Barbu, Lucian Blaga, Benjamin Fundoianu (B. Fondane), Mircea Eliade, Eugen Jebeleanu, Andrei Scrima, Nichita Stănescu, unele aspecte ale liricii românești din secolul al XIX-lea, probleme teoretice ale literaturii în genere și biografii. Folosind cu egală dexteritate analiza literară, studiul comparativ, comentariul „antologiei de citate”, a dovedit în fiecare din aceste modalități corectitudine și scrupulozitate. Din virtuțile acestei critici fac parte argumentația strânsa, limbajul lipsit de obscurități și ușurința de a profila un univers al textului și al operei unui autor.
A susținut diferite comunicări științifice între anii 1995-2000 la Institutul de literatură al Academiei de Științe din Berlin, la Maison de l’homme din Paris, la Geisteswissenschaftliches Zentrum Ostmitteleuropas din Leipzig („Revoluții literare și culturale din Europa Centrală de Est în secolul XX: literatura de exil și disidentă după 1945”, în 1999 și 2000) și la Universitatea Ebraică din Ierusalim. Acestora li se adaugă câteva zeci de comunicări științifice la diferite sesiuni ale Academiei Române, Societății de Științe Filologice, a diferitelor asociații culturale interne și externe, precum și colaborarea constantă la diverse emisiuni culturale radiofonice susținute în perioada 1972-2010. A colaborat cu instituții culturale din Austria, Franța, Germania, Israel, Rusia, Polonia și Republica Moldova.
A publicat după anul 2000 mai multe studii privind viața și opera lui Benjamin Fundoianu în Euresis, Cahiers Benjamin Fondane, Observator cultural, Viața românească; a colaborat la ediția Opere a scriitorului româno-francez la Editura Art. De asemenea, a publicat interviuri și studii despre Andrei Scrima în Viața românească și în revistele de specialitate. A redescoperit, a investigat și a prezentat publicului opera lui Vasile Voiculescu în totalitatea ei, lăsând o vastă moștenire culturală în urma sa.

## Activitatea didactică
În anul 1966 a predat un curs de literatură română modernă și contemporană la Universitatea de Stat din Chișinău. După anul 1990 a desfășurat activitate didactică atât în învățământul liceal, cât și în învățământul superior românesc. Începând din anul 1998 a predat în regim de colaborare mai multe cursuri curente, opționale și de masterat de istorie literară modernă și contemporană la Facultatea de Litere, Facultatea de Teologie Romano-Catolică și Facultatea de Teologie Ortodoxă ale Universității din București. Prin temele abordate (figura minoritarului în literatura română, dramaturgia română interbelică, portretul literar, poezia religioasă română, visul în literatura postromantică, fantastic și oniric în proza românească, hrana-o temă literară, căutări spirituale în literatura română) a reușit să valorifice potențialul interpretativ original din gândirea studenților, propunând subiecte mai puțin tratate, care oferă însă posibilitatea aplicării unei metode de abordare moderne.

## Premii și distincții
- Premiul pentru debut al Uniunii Scriitorilor din România, 1979
- Premiul Asociației Editorilor din România, 1999
- Premiul Iulia Hașdeu-UNESCO, 2000

## Opera

### Volume
- Interpretări, Ed. Cartea Românească, București, 1979;
- Liricul și tragicul, eseuri, Ed. Cartea Românească, București, 1983;
- Permanența umanismului, antologie și prefață, Ed. Eminescu, București, 1985;
- Reinventând Europa, interviuri, Ed. Du Style, București, 1998;
- The Essay-A Space governed by Freedom, antologie, cuvânt înainte, nr. special „The Golden Bough”, Fundația Culturală Română, București, 1998;
- Lumea, repovestită, eseuri, Ed. Eminescu, București, 2000.

### Colaborări la volume colective
- Documente și manuscrise literare, vol. I și II, transcrieri de texte, documentare, indice, Ed, Academiei RSR, București, 1967 și 1969
- studiile despre Eric Winterhalder și I. Dimitrescu, în vol. Istoria literaturii române, II, Ed. Academiei RSR, București, 1968
- „Contribuții la analiza structurală a operei literare”, în vol. Metodologia istoriei și a criticii literare, Ed. Academiei RSR, București, 1969
- monografiile revistelor Veac nou și Bluze albastre, în vol. Reviste progresiste românești interbelice, Ed. Minerva, București, 1972
- Dicționar de termeni literari, elaborarea termenilor de teorie modernă, coordonarea și revizia finală a lucrării, Ed. Academiei RSR, București, 1976
- „Metamorfozele liricii erotice”, în vol. Structuri tematice și retorico-stilistice în romantismul românesc, Ed. Academiei RSR, București, 1976
- Documente și manuscrise literare, vol. III: Corespondența B. P. Hașdeu-Iulia Hașdeu, transcrieri de texte, note, comentarii, Ed. Academiei RSR, București, 1976
- „Le développement de la théorie des genres littéraires dans la pensée roumaine actuelle”, în vol. Les problèmes des genres littéraires, Łódź (Polonia), 1978
- micromonografiile scriitorilor Vasile Voiculescu, Mihai Beniuc, Maria Banuș, Sașa Pană, Petre Solomon, Dan Deșliu, Nicolae Labiș, Ștefan Chivu, Ionel Teodoreanu, Nichita Stănescu, Cezar Baltag, Sorin Mărculescu, Marin Mincu ș.a., în vol. Literatura română contemporană, Ed. Academiei RSR, București, 1980
- capitolul „Nichita Stănescu”, în vol. Literatur Rumäniens, Volk und Wissen Verlag, Berlin, 1983
- Literatura exilului în țările din estul Europei centrale, Geisteswissenschaftliches Zentrum Geschichte und Kultur Ostmitteleuropas, Leipzig, 2002
- „Portretul lui Ștefan cel Mare în Letopisețul lui Grigore Ureche”, în vol. Analize de text, Ed. Societatea de Științe Filologice, București, 2019

### Studii (selecție)
- „La conscience ironique – un pont jeté entre Fundoianu et Fondane”, în Euresis: cahiers roumains d'études littéraires et culturelles, București, nr. 3-4, toamnă-iarnă 2008, pp. 35-47.

### Ediții îngrijite
- Camil Petrescu, Jocul ielelor, ediție îngrijită, postfață, bio-bibliografie, Ed. Minerva, București, 1978
- Hortensia Papadat-Bengescu, Balaurul, postfață, bio-bibliografie, Ed. Minerva, București, 1978
- Ștefan Augustin Doinaș, Der blaue Phaon, antologie și postfață, Volk und Wissen Verlag, Berlin, 1991
- ***, Arborele memoriei: : Antologia poeților de limbă română din Israel, prefață, Ed. Orion, București, 1997 (prefață preluată online de Asociația scriitorilor de limbă română din Israel)
- Vasile Voiculescu, Integrala prozei literare, ediție îngrijită, studiu introductiv, aparat critic, Ed. Anastasia, București, 1998
- Vasile Voiculescu, Integrala operei poetice, ediție îngrijită, prefață, aparat critic, Ed. Anastasia, București, 1999 (Premiul Asociației Editorilor din România)
- Vasile Voiculescu, Înaltele neliniști: versuri și proză, ediție îngrijită, antologie, prefață, aparat critic, Ed. Doina, București, 2000
- Vasile Voiculescu, Poezii. Antologie, ediție îngrijită, tabel cronologic, prefață, comentarii, Ed. Coresi, București, 2001
- Vasile Voiculescu, Iubire magică. Povestiri fantastice, ediție îngrijită, prefață, comentarii, Ed. Coresi, București, 2001
- Vasile Voiculescu, Iubire magică, ediție îngrijită, Ed. Tracus Arte, București, 2001
- Vasile Voiculescu, Opera literară. Proza, ediție îngrijită, prefață și cronologie, Ed. Cartex 2000, București, 2003
- Vasile Voiculescu, Opera literară. Poezia, ediție îngrijită și prefață, Ed. Cartex 2000, București, 2004
- Vasile Voiculescu, Opera literară. Dramaturgia. Documente biografice. Manuscrise sechestrate-Manuscrise regăsite, ediție îngrijită și prefață, Ed. Cartex 2000, București, 2004 (toate volumele conțin și texte inedite, mai numeroase în volumele dedicate poeziei și dramaturgiei)
- Vasile Voiculescu, Poezii, prefață și tabel cronologic, Ed. Cartex 2000, București, 2004
- Vasile Voiculescu, Nuvele și povestiri, prefață și tabel cronologic, Ed. Cartex 2000, București, 2004
- Vasile Voiculescu, Zahei orbul, prefață și tabel cronologic, Ed. Herra, București, 2002
- Vasile Voiculescu, În grădina Ghetsemani. Antologie de poezie mistică, ediție îngrijită, Ed. Art, București, 2009
- Tudor Arghezi, Printre psalmi, ediție îngrijită, prefață și tabel cronologic, Ed. Art, București, 2010
- Vasile Voiculescu, Ultimele sonete ale lui Shakespeare. Traducere imaginară, prefață, tabel cronologic și referințe critice, Ed. Art, București, 2010, Colecția BPT, Jurnalul Național
- Vasile Voiculescu, Zahei orbul, tabel cronologic și referințe critice, Ed. Art, București, 2010, Colecția BPT, Jurnalul Național
- Vasile Voiculescu, Poezii. Antologie, prefață, Ed. Art, București, 2011, Colecția BPT, Jurnalul Național
- Benjamin Fundoianu, Opere I. Poezia antumă, ediție critică de Paul Daniel, George Zarafu și Mircea Martin, cronologia vieții și a operei și sinopsis al receptării, Ed. Art, București, 2011
- Vasile Voiculescu, Iubire magică, tabel cronologic, referințe critice și prefață, Ed. Art, București, 2011, Colecția BPT, Jurnalul Național
- Vasile Voiculescu, Proza, ediție îngrijită, postfață, Ed. Nemira, București, 2006, 2012
- Michael Finkenthal, D. Trost: între realitatea visului și visul ca realitate, notă asupra ediției, Ed. Tracus Arte, București, 2013
- Vasile Voiculescu, Lostrița. Antologie de proza fantastică, tabel cronologic, notă asupra ediției, introducere: „Mister, magie, metanoia”, Gr. Ed. Art, București, 2013
- ***, B. Fundoianu-Benjamin Fondane. O nouă lectură, ediție îngrijită împreună cu Michael Finkenthal și Claire Gruson, Ed. Univ. „A.I. Cuza” Iași, 2013
- Vasile Voiculescu, Poezii, prefață, tabel cronologic și referințe critice, Gr. Ed. Art, București, 2018

### Traduceri
- Eric van Lustbader, Shan, I-II, Ed. Colosseum, București, 1994;
- Janet Dailey, Răpitorul, București, 1994;
- Barbara Cartland, Unde este iubirea?, București, 1995;
- Michael Finkenthal, William Kluback, Clownul în agora. Convorbiri despre Eugen Ionescu, Ed. Du Style, București, 1998;
- Eva Behring, Scriitori români din exil: 1945-1989, trad. de Tatiana Petrache și Lucia Nicolau, revăzută de Eva Behring și Roxana Sorescu, București, 2001;
- Michael Finkenthal, Lev Șestov, Filosof existențial, gânditor religios, Ed. Tracus Arte, București, 2014.

## Legături externe
- Un creștin în vremuri de restriște (Dinu Pillat) - Roxana Sorescu (Seara Dinu Pillat, 28 mai 2013)
- Realitatea Spirituală - Mărturii despre V. Voiculescu (2)
- Dialogurile Trinitas - Roxana Sorescu și Liliana Ursu - Convorbiri despre Vasile Voiculescu (5 mai 2015)
- Dialogurile Trinitas - Roxana Sorescu și Liliana Ursu - Convorbiri despre Vasile Voiculescu (6 mai 2015)
- Un autoportret, mai multe identități, Andrei Scrima, partea I, în Viața Românească, nr. 8, 2017, secțiunea Interviu
- Un autoportret, mai multe identități, Andrei Scrima, partea II, în Viața Românească, nr. 9, 2017, secțiunea Interviu
- B. Fundoianu - Începuturi literare (I), Corespondența de familie, în Viața Românească, nr. 6, 2017, secțiunea Inedit
- B. Fundoianu - Începuturi literare (II), în Viața Românească, nr. 7, 2017, secțiunea Inedit
- B. Fundoianu și marile războaie, în Viața Românească, nr. 11-12, 2017, secțiunea Dosar
- B. Fundoianu - Traducător din Heine, în Viața Românească, nr. 1-2, 2019, secțiunea Istorie literară
- „Numai nădejdea îți dă putere”, interviu cu Monica Andronescu, în Jurnalul Național, 19 mai 2010
- Romanul unui secol românesc, în Viața Românească, nr. 11-12, 2009, secțiunea Cronica literară